# Xysticus gymnocephalus
Xysticus gymnocephalus är en spindelart som beskrevs av Embrik Strand 1915. Xysticus gymnocephalus ingår i släktet Xysticus och familjen krabbspindlar. Inga underarter finns listade i Catalogue of Life.